# Molophilus (Molophilus) verecundus
Molophilus (Molophilus) verecundus is een tweevleugelige uit de familie steltmuggen (Limoniidae). De soort komt voor in het Australaziatisch gebied.